# Piratbyrån
Piratbyrån (со швед. — «Пиратский комитет», дословно — Пиратское бюро) — шведская некоммерческая организация, занимающаяся пропагандой идей отмены авторского права и поддержкой людей, борющихся против копирайта. Появилась в Швеции задолго до партии пиратов. Основатель известного BitTorrent-трекера The Pirate Bay, однако с начала октября 2004 года юридически с ним никак не связана. Комитет не вовлечён в нелегальную или незаконную деятельность, а старается популяризировать точку зрения на распространение информации, противоположную точке зрения современных лоббистских групп копирайта.
Комитет распространяет антикопирайтные руководства, новости, ведёт интернет-форум, посвящённый файлообмену, интеллектуальной собственности, пиратству и цифровой культуре, организовывает лекции, медиа-пиар и ежегодные демонстрации. В 2005 Piratbyrån выпустил сборник «Copy Me» (Скопируй меня) с избранными текстами своего веб-сайта. Также организация оказывает юридическую поддержку людям, обвиняемым в пиратстве.
Название организации — пародия на Antipiratbyrån (Антипиратский комитет), шведской негосударственной медиа-корпоративной организации. Члены Piratbyrån-а участвовали в дебатах на шведском радио и телевидении, и позже дали несколько лекций в других европейских странах, например на «Всемирном конгрессе хакеров» в Берлине.

## Полицейский рейд
Рано утром 31 мая 2006 года на The Pirate Bay и Piratbyrån был произведён полицейский рейд, якобы «для расследования возможной незаконной деятельности», их серверы были конфискованы вместе, так как были расположены в одном и том же здании.
Законность рейда остаётся под вопросом, поскольку Piratbyrån (а следовательно, и их серверы) юридически не относится к The Pirate Bay. 
Piratbyrån между тем запустила временный новостной блог, а с 19 июля подняла и сайт. У Antipiratbyrån есть заметка об этом.
Шведский прокурор Хокан Росвалль заявил, что собирается выдвинуть обвинения «в нарушении законов о копирайте и помощи в этом другим» против лиц, причастных к деятельности «Пиратской бухты».
Тобиас Андерсон, представитель The Pirate Bay, заявил: «Мы ожидали этого… Чем бы это ни закончилось, мы будем работать дальше. Если нас запретят в Швеции, мы продолжим где-то ещё. Простоев не будет».
31 мая 2006 года в ходе полицейского рейда против «Пиратской бухты» были конфискованы 186 серверов и задержаны трое администраторов. Тогда прокурор Росвалль сравнивал в суде «Пиратское бюро» с Ирландской Республиканской Армией, а «Пиратскую бухту» — с вооружёнными силами ИРА. Полицейский налёт был санкционирован шведскими властями после угрозы применения торговых санкций к Швеции со стороны США, то есть вмешательства во внутренние дела другой страны. О причастности IFPI, MPAA и американского посольства говорится в докладе шведского омбудсмена. Что касается «Пиратской бухты», то она возобновила работу через два дня после полицейского налёта.

## Bayimg
В июне 2007 года, Piratbyrån запустил свой новый проект под названием Bayimg — общедоступный нецензурируемый image-хостинг, похожий на imageshack и flickr.

## Kopimi
Piratbyrån предложил (и публикует большинство своих работ) под лицензией «Kopimi Архивная копия от 23 января 2012 на Wayback Machine» — альтернативой свободным лицензиям. (произносится «копими», от англ. «copy me» — «скопируй меня»). Разработанная как «полная противоположность»  копирайта, kopimi, в частности, требует, чтобы люди копировали работу для любых целей, коммерческих или некоммерческих.

## Закрытие
В июне 2010 г. появилась информация о закрытии организации.